# Майданська сільська рада (Вінницький район)
| Майданська сільська рада — колишній орган місцевого самоврядування у Вінницькому районі Вінницької області з адміністративним центром у c. Майдан. Сільській раді підпорядковані населені пункти: - c. Майдан - с. Слобода-Дашковецька |

## Склад ради
Рада складалася з 12 депутатів та голови.

## Керівний склад сільської ради
| ПІБ                            | Основні відомості                                                 | Дата обрання | Дата звільнення |
| ------------------------------ | ----------------------------------------------------------------- | ------------ | --------------- |
| Царук Юрій Іванович            | Сільський голова, 1956 року народження, освіта, безпартійний      | 26.03.2006   | 31.10.2010      |
| Гачківський Віктор Боніфатович | Сільський голова, 1954 року народження, освіта вища, безпартійний | 31.10.2010   |                 |

Примітка: таблиця складена за даними джерела